# Lind (Mayen-Coblence)
Pour les articles homonymes, voir Lind.
Lind est une municipalité du Verbandsgemeinde Vordereifel, dans l'arrondissement de Mayen-Coblence, en Rhénanie-Palatinat, dans l'ouest de l'Allemagne.